# Gran Premio Seat de Traineras
El Gran Premio Seat de Traineras fue una regata de remo en banco fijo que se celebró en dos ocasiones en Santoña, Cantabria.

## Historia

### 1986
La primera edición se llamó "I Bandera Seat de Traineras" y se disputó el 27 de julio de 1986 en Santoña. Disputaron la regata ocho tripulaciones y la regata fue televisada por Televisión Española. Hubo corrientes muy fuertes que decidieron la regata, ya que las embarcaciones de las calles 1 y 2 estaban favorecidas por la corriente. En la primera tanda bogaron Cabo de Cruz por la baliza 1, Pedreña por la 2, Castro por la 3 y Castropol por la 4. En la segunda tanda fue Zumaya por la baliza 1, Santoña por la 2, Meira por la 3 y Kaiku por la 4. En la primera ciaboga la embarcación de Meira se retiró alegando que había garreado su baliza.

#### Clasificación
1. Zumaya: 20:55:02
2. Cabo de Cruz: 21:27:07
3. Pedreña: 21:28:11
4. Santoña: 21:43:56
5. Kaiku: 22:14:28
6. Castro: 22:15:03
7. Castropol: 22:42:34
8. Meira: Retirado

### 1987
La segunda edición se llamó "II Gran Premio Seat de Traineras" y se disputó, al igual que el año anterior, en Santoña. Disputaron la competición ocho embarcaciones y finalizaron así:

#### Clasificación
1. Zumaya: 19:43:12
2. Santurce: 20:03:92
3. Meira: 20:10:10
4. Ciérvana: 20:26:76
5. Castro: 20:30:43
6. Santoña: 20:41:77
7. Cabo de Cruz: 20:49:51
8. Camargo: 21:03:82

## Palmarés
| N.º | Año        | Ganador | Segundo      | Tercero |
| --- | ---------- | ------- | ------------ | ------- |
| I   | 27-07-1986 | Zumaya  | Cabo de Cruz | Pedreña |
| II  | 26-07-1987 | Zumaya  | Santurce     | Meira   |

## Premios
Durante los dos años que se celebró fue una de las regatas más importantes en cuanto a premios se refiere ya que los premios eran de la Bandera y un Seat Marbella valorado en 950.000 pesetas para el ganador, 400.000 pesetas para el 2º, 300.000 para el 3º, 250.000 para el 4º, 200.000 para el 5º, 150.000 para el 6º, 125.000 para el 7º y 100.000 para el 8º. Además también se otorgaba una prima de 50.000 pesetas para los desplazamientos.